# Дом храбрых
«Дом храбрых» (англ. Home Of The Brave) — американский художественный фильм 2006 года в жанре военной драмы. Также известен под названиями «Дом храбрости», «Родина храбрецов».

## Сюжет
Фильм повествует о сложной судьбе четырёх бывших американских солдат (троих мужчин и одной женщины), возвратившихся на родину из Ирака и пытающихся найти своё место в бытовой повседневности американской провинциальной жизни. Воспоминания об ужасах войны не дают покоя ни одному из них, а нелёгкая адаптация к другой, «нормальной» жизни, растягивается на долгое время. Посттравматический синдром отражаются на каждом по-своему, и прошлое не отпускает никого. В результате каждый из возвратившихся так или иначе вынужден причинять боль своим близким.
Школьный учитель физкультуры Ванесса Прайс (Джессика Бил), лишившаяся в Ираке правой руки, порывает с бойфрендом (Джеймс Макдональд), искренне пытающимся помочь ей влиться в нормальную жизнь. Она страдает от сложностей социальной адаптации, особенно нелёгкой для неё, привлекательной девушки, вынужденной мириться с ролью калеки. Возможность эмоциональной разгрузки она находит в случайных встречах и беседах с бывшими сослуживцами — Уиллом Маршем (Самуэль Л. Джексон) и Томми Йетсом (Брайан Пресли), тогда как самые близкие люди кажутся ей чужими. Поначалу отталкивая искренне протянутую руку взаимопомощи своего коллеги по школе Кэрри Уилкинса (Джефф Нордлинг), Ванесса, тем не менее, находит в себе силы сделать шаг навстречу этому человеку, дав шанс на рождение более глубокого чувства.
Хирург Уилл Марш (Самуэль Л. Джексон) страдает бессонницей, начинает пить и очень близок к суициду. Обострившиеся отношения с женой (Пенелопа Марш), безуспешно пытающейся сделать всё, что от неё зависит, чтобы супруг поскорее отрешился от не отпускающих его воспоминаний, усугубляются непониманием, с которым Уилл сталкивается в лице своего старшего сына Билли (Сэм Джонс III), считающего вторжение в Ирак меркантильной войной за нефть, что усиливает неприязнь отца и сына. В конечном итоге, нарастающий вал проблем приводит к тому, что Уилл вынужден обратиться за помощью к психологу.
Томми Йетс рассчитывая по возвращении вновь начать работать продавцом в оружейном магазине, сталкивается с тем, что это место уже занято, так как обратно его никто не ждал, и он вынужден искать себе другой способ заработать: какое-то время он работает билетёром в кинотеатре, где случайно встречает Ванессу Прайс, в которой находит единственного понимающего его человека. Он не может простить себе гибели своего лучшего друга Джордана Оуэнса (Чад Майкл Мюррей), и вынужден прибегнуть к помощи курсов психологической реабилитации в группах взаимопомощи, где встречается с сослуживцем Джамалом Эйкеном (50 Cent), публично обвиняющим его в гибели Оуэнса. Не желая обострять отношения с Джамалом, Томми вынужден перейти в другую группу. В одно из очередных посещений Томми на выходе сталкивается с Уиллом, который, не желая демонстрировать слабость, обманывает Томми, говоря, что пришёл сюда по служебной надобности, как врач, а не за психологической помощью. Не найдя себя в гражданской жизни и отказавшись от поступления в полицию, где по протекции его отца, Хэнка Йетса (Вито Руджинис) для него «держали» место, Томми принимает решение возвратиться на службу в Ирак.

50 Cent в роли Джамала Эйкена

Джамал Эйкен, которого не отпускает воспоминание о безоружной девушке, случайно убитой им в Ираке, остро ощущает несправедливость окружающей повседневности и озлобляется. Он оскорбляет Томми, провоцирует конфликты с членами группы взаимопомощи и просто окружающими его людьми. Отчаявшись восстановить отношения со своей девушкой, Джамал берёт её и ещё двоих в заложники и заявляет о желании поговорить с Томми. Приехавший Томми убеждает его отдать ему оружие и предлагает Джамалу снова пойти в центр психологической реабилитации. Джамал соглашается, просит Томми пойти вместе с ним и отдаёт ему пистолет. В этот момент снайпер убивает Джамала. Во второй раз на руках Томми гибнет близкий ему человек. Погрузившийся в асоциальные поступки в безуспешных
попытках гибнет от пуль полицейских на руках Томми Йетса.
В завершающих сценах фильма Ванесса вместе с Кэри знакомятся с семьей Уилла на школьном стадионе при посещении тренировки, в котором принимает участие сын Уилла Билли. Покидают стадион они вместе, что сопровождается закадровым голосом Томми, читающего своё прощальное письмо к родителям, написанное им перед отлётом в Ирак.

## В ролях
| Актёр             | Роль          |
| ----------------- | ------------- |
| Сэмюэл Л. Джексон | Уилл Марш     |
| Джессика Бил      | Ванесса Прайс |
| Брайан Пресли     | Томми Йетс    |
| 50 Cent           | Джамал Эйкен  |
| Кристина Риччи    | Сара Скивино  |
| Чад Майкл Мюррей  | Джордан Оуэнс |
| Виктория Роуэлл   | Пенелопа Марш |
| Джефф Нордлинг    | Кэри          |
| Вито Руджинис     | Хэнк Йетс     |
| Сэм Джонс III     | Билли Марш    |
| Джеймс Макдональд | Рэй           |